# Lampides metallica
Lampides metallica är en fjärilsart som beskrevs av Hans Fruhstorfer 1921. Lampides metallica ingår i släktet Lampides och familjen juvelvingar. Inga underarter finns listade i Catalogue of Life.